# Franz Roth (Fotograf)

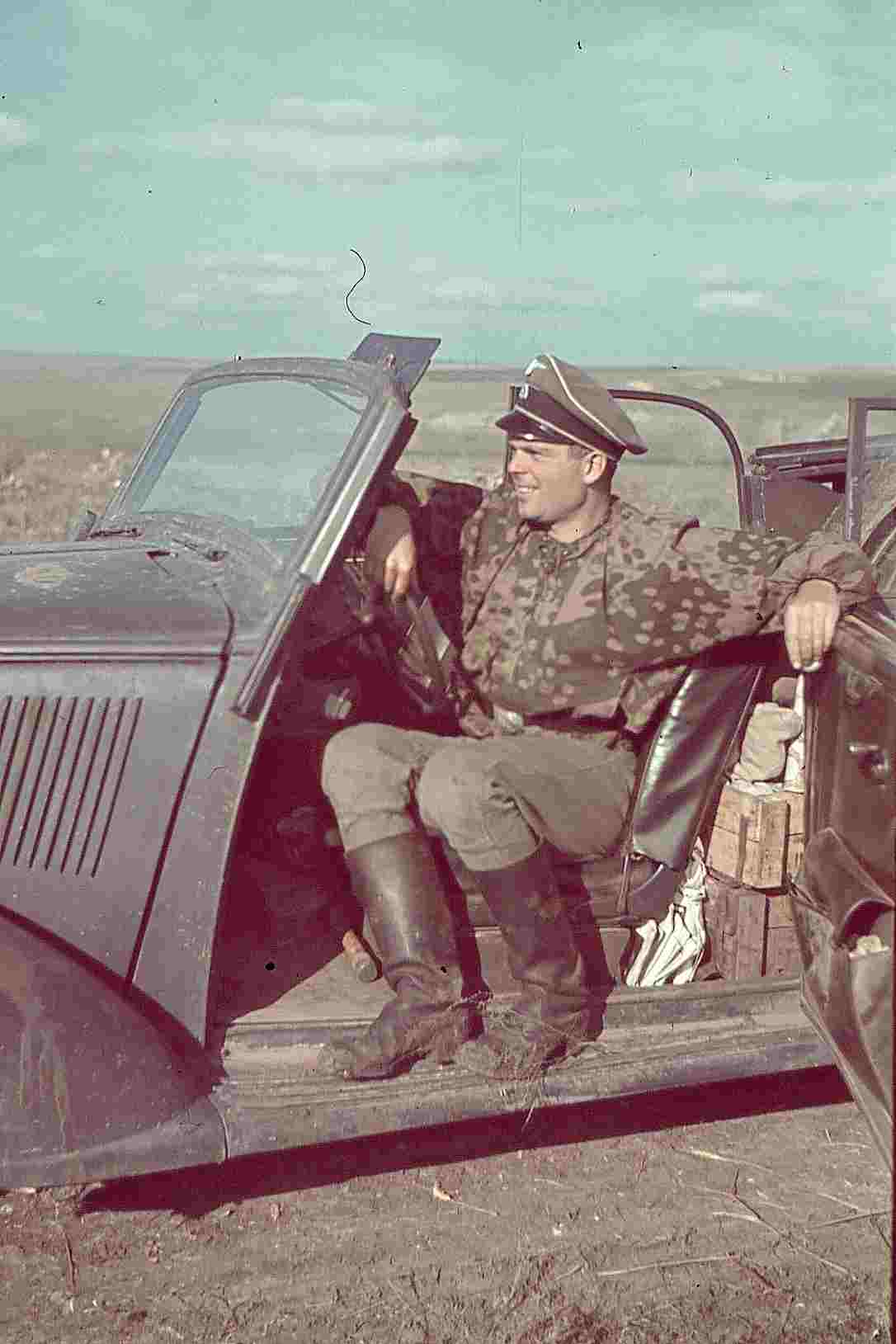
Franz Roth als Bildberichter im Kriegsberichterstatter-Zug der „Leibstandarte SS Adolf Hitler“ an der Ostfront, wahrscheinlich Sommer 1941

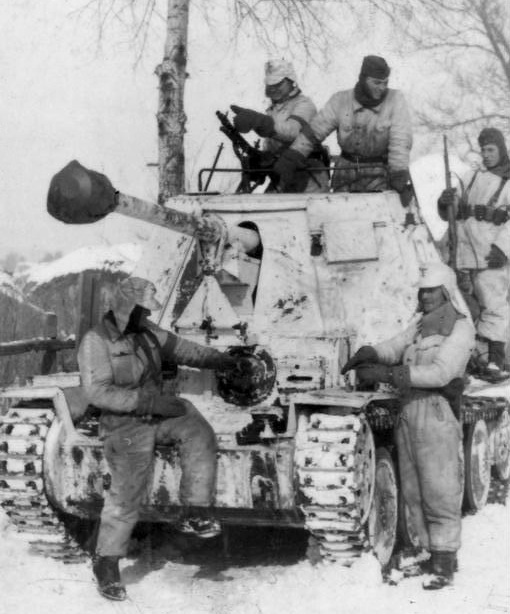
Franz Roth: Jagdpanzer im Raum Charkow (1943)

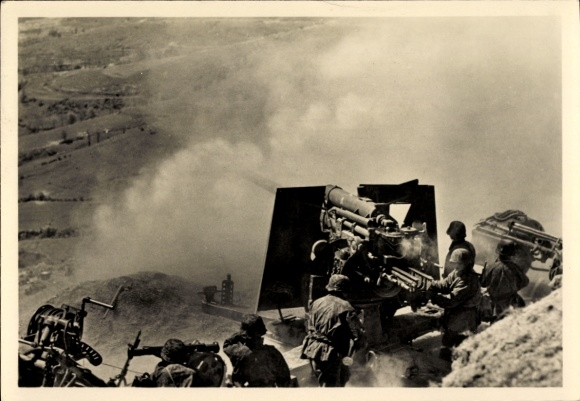
8,8 Flak im Erdkampf (Postkarte)

Franz Seraphicus Roth (* 5. April 1911 in Wien, Österreich-Ungarn; † 17. März 1943 in Kiew) war ein österreichischer Fotograf der amerikanischen Nachrichtenagentur Associated Press und Bildberichterstatter der Waffen-SS. Sein Lebenslauf ist „exemplarisch für den eines dezidiert nationalsozialistischen Bildjournalisten“, so Rolf Sachsse in seinem Buch Die Erziehung zum Wegsehen. Fotografie im NS-Staat.

## Leben

### Kindheit und Jugend
Franz Roth wurde als ältester Sohn des Kinderarztes Franz Alois Roth (1881–1952) und dessen Frau Alma Roth (geb. Wagner, 1888–1978) in Wien geboren. Er hatte drei Geschwister. Von 1918 bis 1929 besuchte er Gymnasien in Salzburg und Linz. Es entstanden erste Fotografien von Schulausflügen und Mitschülern, denen er die selbstgemachten Abzüge verkaufte. Er war Mitglied der pennalen Burschenschaft Ivaria.
Ab 1929 studierte er vier Semester Rechtswissenschaft in Wien und trat in die Akademische Burschenschaft Oberösterreicher Germanen, eine deutschnationale schlagende Studentenverbindung ein.

### Arbeit als Fotograf
Nach dem fehlgeschlagenen Versuch, das erste juristische Staatsexamen zu bestehen, brach er 1932 das Studium ab und wurde 1934 selbstständiger Bildberichterstatter bei der Associated Press in Wien. In den folgenden Jahren berichtete er im Auftrag von AP unter anderem aus dem Abessinischen Krieg, von den Olympischen Sommerspielen 1936 in Berlin und dokumentierte auf Seite der rechtsgerichteten Putschisten unter General Franco den Spanischen Bürgerkrieg.
1933 trat Franz Roth in den SA-Sturm II/99 in Wien ein. 1937 wurde er Mitglied der Reichspressekammer. 1938 folgte der Umzug nach Berlin. Er arbeitete weiter für AP und begann zusätzlich für das Reichsministerium für Volksaufklärung und Propaganda zu arbeiten, in dessen Auftrag er in den folgenden Jahren in Frankreich, Polen, Ungarn, Österreich, Finnland, im Sudetenland und auf dem Balkan unterwegs war.
Am 27. Juni 1938 beantragte er die Aufnahme in die NSDAP, wurde rückwirkend zum 1. Mai desselben Jahres aufgenommen (Mitgliedsnummer 6.123.241) und trat der Reichsfilmkammer bei. Im Juni 1939 heiratete Roth die Schauspielerin Thea Bohnsack (1907–1985). Zum 25. Juli 1940 trat er der SS bei (SS-Nummer 454.761) und schloss sich dem Kriegsberichterstatter-Zug der Leibstandarte SS Adolf Hitler unter SS-Sturmbannführer Kurt Meyer, bekannt als „Panzermeyer“, an. Bis zu seinem Tod 1943 nahm er als Kriegsberichter der Waffen-SS unter anderem am Balkanfeldzug, am Angriff auf die Sowjetunion und an der Schlacht um Charkow teil. Nach einer Verwundung in Griechenland wurde er 1941 mit dem Eisernen Kreuz 2. Klasse ausgezeichnet. Im Oktober 1942 wurde sein Sohn Hans (1942–2020) geboren.

### Verwundung und Tod
Während der Schlacht um Charkow erlitt er am 21. Februar 1943 einen doppelseitigen Lungendurchschuss in der Nähe von Krasnohrad. Am 17. März 1943 erlag Franz Roth seinen Verletzungen im Lazarett in Kiew. Er wurde auf dem „Heldenfriedhof Askolds Grab“ bestattet. Posthum wurde ihm am 25. März 1943 das Eiserne Kreuz 1. Klasse verliehen.
Sein fotografischer Nachlass befindet sich heute im Bundesarchiv. Der private Nachlass wird von seiner Familie verwaltet.